# Víctor Gómez Varas
Víctor Andrés Gómez Varas (Santa Fe, Argentina; 24 de marzo de 1994) es un futbolista argentino. Juega como delantero y su primer equipo fue Defensores de Belgrano. Actualmente milita en Sora de la Serie D de Italia.

## Trayectoria
Víctor Gómez Varas se inició en la Escuelita de Fútbol de La Salle, club que participa en la Liga Santafesina, hasta que a los 14 años fue convocado para sumarse a las inferiores de Unión de Santa Fe.
Luego del ascenso del tatengue a Primera División a finales de 2014, fue promovido al plantel de Reserva dirigido por Jorge Mauri. En el torneo 2015, Unión tuvo una campaña más que aceptable y Gómez Varas se consagró como el goleador del equipo. Al siguiente torneo, continuó jugando en la Reserva, esta vez bajo la dirección técnica de Juan Pablo Pumpido, siendo protagonista y peleando el campeonato hasta la última fecha.
A mediados de 2016, buscando que el jugador sume experiencia, Unión de Santa Fe decide cederlo a préstamo por un año a Defensores de Belgrano, club que milita en la Primera B Metropolitana.

## Clubes
- Actualizado al 11 de mayo de 2025

| Club                           | Div.                | Temporada           | Liga | Liga | Copa Nacional | Copa Nacional | Copa Internacional | Copa Internacional | Total | Total |
| Club                           | Div.                | Temporada           | PJ   | G    | PJ            | G             | PJ                 | G                  | PJ    | G     |
| ------------------------------ | ------------------- | ------------------- | ---- | ---- | ------------- | ------------- | ------------------ | ------------------ | ----- | ----- |
| Def. de Belgrano Argentina     |                     |                     |      |      |               |               |                    |                    |       |       |
| 3.ª                            | 2016/17             | 7                   | 1    | 2    | 0             | -             | -                  | 9                  | 1     |       |
| Total                          | Total               | 7                   | 1    | 2    | 0             | -             | -                  | 9                  | 1     |       |
| Unión Argentina                |                     |                     |      |      |               |               |                    |                    |       |       |
| 1.ª                            | 2017/18             | 0                   | 0    | 0    | 0             | -             | -                  | 0                  | 0     |       |
| Total                          | Total               | 0                   | 0    | 0    | 0             | -             | -                  | 0                  | 0     |       |
| Morolo · Italia                |                     |                     |      |      |               |               |                    |                    |       |       |
| 5.ª                            | 2018/19             | ?                   | ?    | -    | -             | -             | -                  | ?                  | ?     |       |
| Total                          | Total               | ?                   | ?    | -    | -             | -             | -                  | ?                  | ?     |       |
| Pomezia · Italia               |                     |                     |      |      |               |               |                    |                    |       |       |
| 5.ª                            | 2018/19             | ?                   | ?    | -    | -             | -             | -                  | ?                  | ?     |       |
| Total                          | Total               | ?                   | ?    | -    | -             | -             | -                  | ?                  | ?     |       |
| Forlì · Italia                 |                     |                     |      |      |               |               |                    |                    |       |       |
| 4.ª                            | 2019/20             | 22                  | 6    | 2    | 1             | -             | -                  | 24                 | 7     |       |
| Total                          | Total               | 22                  | 6    | 2    | 1             | -             | -                  | 24                 | 7     |       |
| Insieme Formia · Italia        |                     |                     |      |      |               |               |                    |                    |       |       |
| 4.ª                            | 2020/21             | 31                  | 17   | 0    | 0             | -             | -                  | 31                 | 17    |       |
| Total                          | Total               | 31                  | 17   | 0    | 0             | -             | -                  | 31                 | 17    |       |
| Juve Stabia · Italia           |                     |                     |      |      |               |               |                    |                    |       |       |
| 3.ª                            | 2021/22             | 0                   | 0    | 1    | 0             | -             | -                  | 1                  | 0     |       |
| Total                          | Total               | 0                   | 0    | 1    | 0             | -             | -                  | 1                  | 0     |       |
| Folgore Caratese · Italia      |                     |                     |      |      |               |               |                    |                    |       |       |
| 4.ª                            | 2021/22             | 34                  | 4    | -    | -             | -             | -                  | 34                 | 4     |       |
| Total                          | Total               | 34                  | 4    | -    | -             | -             | -                  | 34                 | 4     |       |
| Derthona · Italia              |                     |                     |      |      |               |               |                    |                    |       |       |
| 4.ª                            | 2022/23             | 9                   | 3    | 2    | 0             | -             | -                  | 11                 | 3     |       |
| Total                          | Total               | 9                   | 3    | 2    | 0             | -             | -                  | 11                 | 3     |       |
| Asti · Italia                  |                     |                     |      |      |               |               |                    |                    |       |       |
| 4.ª                            | 2022/23             | 21                  | 13   | -    | -             | -             | -                  | 21                 | 13    |       |
| Total                          | Total               | 21                  | 13   | -    | -             | -             | -                  | 21                 | 13    |       |
| Costa Orientale Sarda · Italia |                     |                     |      |      |               |               |                    |                    |       |       |
| 4.ª                            | 2023/24             | 12                  | 1    | -    | -             | -             | -                  | 12                 | 1     |       |
| Total                          | Total               | 12                  | 1    | -    | -             | -             | -                  | 12                 | 1     |       |
| Casatese · Italia              |                     |                     |      |      |               |               |                    |                    |       |       |
| 4.ª                            | 2023/24             | 18                  | 3    | 1    | 1             | -             | -                  | 19                 | 4     |       |
| Total                          | Total               | 18                  | 3    | 1    | 1             | -             | -                  | 19                 | 4     |       |
| Cassino · Italia               |                     |                     |      |      |               |               |                    |                    |       |       |
| 4.ª                            | 2024/25             | 13                  | 3    | 2    | 0             | -             | -                  | 15                 | 3     |       |
| Total                          | Total               | 13                  | 3    | 2    | 0             | -             | -                  | 15                 | 3     |       |
| Sora · Italia                  |                     |                     |      |      |               |               |                    |                    |       |       |
| 4.ª                            | 2024/25             | 16                  | 6    | -    | -             | -             | -                  | 16                 | 6     |       |
| Total                          | Total               | 16                  | 6    | -    | -             | -             | -                  | 16                 | 6     |       |
| Total en su carrera            | Total en su carrera | Total en su carrera | 183  | 57   | 10            | 2             | -                  | -                  | 193   | 59    |